# 哈桑·巴罗耶夫
哈桑·巴罗耶夫（俄語：Хасан Бароев，1982年12月1日—），出生於塔吉克斯坦杜尚别，是俄罗斯摔跤运动员。曾获得2004年雅典奥林匹克运动会男子120公斤级古典式摔跤金牌。2008年夏季奧運因服用了運動禁藥而被剝奪銀牌。